# こども郵便局
こども郵便局（こどもゆうびんきょく）とは、日本の小学校・中学校にかつて設けられていた郵便貯金の特設窓口である。

## 概要
1948年から2007年3月まで運営された。郵便局の職員が学校に出向いて窓口を開くのではなく、子どもたちが学校に近い親局の郵便局と連携しながら運営していた。
まず子どもたちは入学時に封筒型の「こども郵便貯金通帳」をもらう。この通帳はあくまでも模擬であり、一般の郵便局へ持っていっても貯金することはできなかった。お金を預けるときは、袋の中に現金を入れて学校の中に設けられた「こども郵便局」の窓口へ持っていく。貯金額は通帳に毎回記され、手続きをすれば一定額を払い戻すこともできた。利子は非課税となっていた。
窓口では担当の子どもが、受付、現金係、元帳係などの役割を担い、伝票と元帳記入などの業務を行う。授業に差支えが出ないように、毎日ではなく週に1回や月に1回の頻度で窓口は開かれた。窓口を閉めた後に郵便局の職員へ通帳、現金、帳簿などを渡す。その後、職員が学校単位の合計金額を郵便局にある学校名義の通帳に記帳する。
「子供郵便局」「子ども郵便局」と表記しているところもあるが、「こども郵便局」が正式な表記となっている。

## 制度の目的
こども郵便貯金は主に、修学旅行など学校行事の費用の積み立てのために利用された。また卒業時に中学校への進学資金として払い戻すところもあった。
こども郵便局は実際に子どもたちが自分の通帳を持ち、自分の手で現金を預けることで、貯蓄心や経済的関心を深めるとともに、正しい金銭感覚を身に付けることを目的としていた。また同時に社会教育に資することも目的とされていた。

## 沿革
小学生を主な対象とした郵便貯金の歴史は古く、明治30年代に始まった「切手貯金」がある。これは台紙に一定数の切手を集めて貼り付け、それを郵便局へ持っていくと郵便貯金に金額を預け入れてくれる、というものである。学校貯金、学童貯金という名称でも広まり、学校を挙げて郵便貯金を奨励した小学校もあった。 
太平洋戦争終結後の1948年1月、大阪市の南大江小学校の児童が「こども会銀行」をつくったのが「こども郵便局」の始まりとされており、1949年から横須賀市の長浜小学校をはじめ全国各地に広まったという。一方で、千葉市の犢橋小学校の児童が1949年に結成したものが最初だとする資料もある。
始まって間もない頃は、学校の近隣にある郵便局が親局となって連携しながら運営が行われていた。子どもたちの授業に差支えが出ないように、毎週1日か2日、時間帯を選んで窓口が開かれていた。
1949年4月時点の局数は全国で165校に達した。このとき、当時郵便貯金を所轄していた逓信省では1949年度中に小学校3000校、中学校800校にそれぞれこども郵便局を開設して、貯金残高を7億4000万円にする目標を発表している。
その後1950年3月時点の局数は全国で4600以上、預け入れした児童数は100万人以上、貯金高は1億5000万円に達した。1960年から1961年のピーク時には、局数は1万3500局にものぼった。1960年代には加入者が250万人を超え、1980年代初めには貯金高は250億円にも上った。
1950年5月5日には「優良こども郵便局」の表彰が始まった。郵政大臣賞、貯金局長賞、郵政局長賞がそれぞれ選ばれ、大臣賞を受賞した学校のうち何校かの代表者は東京で表彰を受けた。開始当初は局長や代表を務める子どもたちがホテルで豪華な食事の提供を受け、羽田空港から遊覧飛行を体験するといったことも行われていた。表彰式は郵便貯金の創業記念日である5月2日やこどもの日である5月5日に開催されることが多かった。
優良こども郵便局の選考基準を1955年当時の新聞は以下のように伝えている。
優良こども郵便局の表彰はその後、日本郵政公社によって総務大臣・総裁の2部門で受賞校が表彰された。1951年には、サトウハチロー作詞のこども郵便局の歌「とんびにきいた」がつくられた。 
しかし時代が変化し、学校における現金の取り扱いの見直しや、事務の繁雑さに対する敬遠、保護者による抵抗感、少子化による学校数・児童生徒数の減少などから、年々参加校数が減っていった。
2005年時点での参加校は1748校、加入者数は約15万7000人にまで減少。2006年4月末の時点で加入者数は約14万人、残高も約66億円まで落ち込んだ。
そして日本郵政公社は2006年10月に「貯めるだけの金融教育は時代にそぐわず、役割を終えた」として、こども郵便局を廃止する方針を決め、2007年3月をもってすべての局が閉局・廃止された。
その年の10月に控えた郵政民営化を前にコストの削減を進めたい日本郵政公社の意向もあるのではと指摘する声もあったが、公社郵便貯金事業本部は「本来が教育目的で、コストとは無関係の活動」と話し、あくまでも時代の流れを受けて廃止を決めたとしている。

## 生活科における郵便局学習
小学校2年生の生活科では郵便局の業務を見学して、子どもたちが校内に「こども郵便局」を期間限定で設置し、校内で郵便業務を行うという学習活動がかつて行われていた。
教科書で単元が設けられており、切手・はがきの発行から販売、集荷、配達などの一連の業務を子どもたち自身が行う。これは生活科の前身である低学年の社会科で、郵便についての学習が行われていた名残でもあった。
現在では郵便局の学習を載せている教科書会社はなく、一部の学校で行われているだけである。これは郵政民営化によって郵便事業が民間会社となったことに加えて、窓口業務と郵便業務に会社が分かれてしまったため協力を得にくくなってしまったためである。